# مات داروين
مات داروين (بالإنجليزية: Matt Darwin)‏ هو لاعب كرة قدم أمريكية أمريكي، ولد في 11 مارس 1963 في هيوستن في الولايات المتحدة.

## وصلات خارجية
- مات داروين على موقع مرجع كرة القدم المحترفة.كوم (الإنجليزية)